# Varga Kevin
Varga Kevin (Karcag, 1996. március 30. –) magyar válogatott labdarúgó, középpályás, jelenleg a Nyíregyháza Spartacus játékosa.

## Pályafutása

### Klubcsapatokban

#### Balmazújváros, Cigánd
Karcagon kezdett el futballozni, majd a Debreceni VSC utánpótlás csapataiban nevelkedett, pályafutása során végigjárta a korosztályos csapatokat. 2014. február 19-én a DEAC NB III-as felnőtt csapatához, majd 2015. január 12-én nevelőegyesülete felnőtt keretéhez került.
2015. nyarától másfél évig kölcsönben szerepelt az NB II-es Balmazújváros felnőtt csapatánál. 2016 júliusában, amikor elkészült a balmazújvárosiak új stadionja, az avatón az olasz élvonalban szereplő Palermo együttesével játszott gálameccs a Hajdú-Bihar megyei csapat, amelynek színeiben Varga is pályára lépett, és két góllal vette ki a részét a 3–1-es hazai győzelemmel végződő összecsapásból. A 2015–16-os idényben stabil csapattagnak számított, amikor a Csákvár elleni bajnokin eltört a lába.
2017 januárjától fél évet – a tavaszi félszezont – a szintén másodosztályú Cigándnál szerepelt kölcsönben.

#### Debreceni VSC
2017. június 15-én felkerült a Debreceni VSC első csapatához.
2017. augusztus 18-án, a bajnokság 6. fordulójában, először lépett pályára felnőtt NB I-es találkozón, a bemutatkozás kiválóra sikeredett, hiszen betalált az ellenfél Vasas kapujába a 4–1-re végződött találkozón. Első öt élvonalbeli mérkőzésén három gólt szerzett, amivel több, a klubnál korábban meghatározó szerepet betöltő játékos, így Sándor Tamás, Bódi Ádám és Dzsudzsák Balázs teljesítményét is felülmúlta.
2017 októberében az Újpest elleni bajnokin ujjtörést szenvedett, ezért újabb műtét és kihagyás várt rá.
2018. június 3-án a 2017–2018-as magyar labdarúgó-bajnokság RangAdó Díjátadó Gáláján az év legjobb fiatal játékosának járó díjat vehette át.
Első élvonalbeli szezonjában huszonnyolc bajnokin háromszor volt eredményes. 2018 nyarán szerződést hosszabbított a DVSC-vel.
A 2018–2019-es szezonban látványos gólt szerzett a MOL Vidi elleni idegenbeli bajnoki mérkőzésen. 2019 tavaszán a lengyel bajnokságban szereplő Lech Poznań érdeklődött iránta. Az idény során 32 bajnokin háromszor volt eredményes.
A 2019–20-as Európa-liga selejtezőjében pályára lépett a Torino FC elleni párharc mindkét mérkőzésén, az idegenbeli találkozót követően az olasz TuttoMercatoWeb az ő teljesítményét értékelte a legjobbnak a debreceni játékosoké közül. 2019 októberében kiállították a DVTK elleni bajnokin, majd három mérkőzésre szóló eltiltást kapott. A Kisvárda ellen újabb látványos gólt szerzett a bajnokság 24. fordulójában. A szezon során huszonkilenc bajnokin négy gólt szerzett, azonban a DVSC így is kiesett az NB I-ből az idény végén.

#### Kasımpaşa
2020. szeptember 2-án egy török internetes szakportál arról írt, hogy Varga az élvonalbeli Kasımpaşa csapatához igazol. A török klub még aznap hivatalosan is bejelentette Varga átigazolását, akiért 850 ezer eurót fizettek a DVSC-nek. A magyar középpályás négy évre írt alá. Szeptember 20-án, a bajnokság második fordulójában megszerezte első gólját a török élvonalban a Rizespor elleni mérkőzésen. December 12-én, a bajnokság 12. fordulójában gólt lőtt és gólpasszt adott a Denizlispor elleni 3–2-es győzelem során.
2021. március 4-én, a bajnokság 32. fordulójában a Kasımpaşa 1–0-ra legyőzte a Beşiktaşt, Varga gólpasszt adott. A következő fordulóban a Denizlispor elleni 1–1-es találkozón megszerezte harmadik gólját az idényben. Negyedik gólját a török bajnokságban 2021. május 8-án érte el, amikor a Kasımpaşa 1–0-ra nyert az Erzurum otthonában. November 30-án a kupában a 60. percben gólt szerzett az Alanya Kestelspor csapata ellen 5–0-ra megnyert mérkőzésen. 2022. január 20-án a 90. percben lépett pályára a Galatasaray ellen 3–1-re megnyert bajnoki mérkőzésen és egy perccel később jó helyezkedésének köszönhetően megszerezte a 2021–22-es bajnoki idénybeli első gólját. 2022 július végén szerződést bontott a Kasımpaşával, miután a török klub tartozott neki.

#### Young Boys
2022. február 13-tól kölcsönben a berni együttesnél játszott, amellyel az élvonalban bronzérmet szerzett. Összesen hat bajnoki mérkőzésen lépett pályára, 128 játékpercet kapott, gólt nem szerzett.

#### Hatayspor
2022. augusztus 1-jén bejelentette a szerződtetését a török bajnokságban szereplő Hatayspor. Kevés játéklehetőséget kapott a bennmaradásért harcoló csapatban, csupán 11 mérkőzésen lépett pályára.

#### Újra Debrecenben
2023 februárjában két és fél év légióskodás után visszatért a klubhoz. Április 2-án a Vasas ellen 3–1-re megnyert bajnoki mérkőzésen két gólt lőtt. 2023. július 10-én bejelentették, hogy Kevin nem hosszabbítja meg a szerződését, ügynöke pedig azt nyilatkozta, hogy a játékos külföldre menne.

#### Apóllon Lemeszú
2023. szeptember 15-én 2024 májusáig szerződött a ciprusi klubhoz, kétéves hosszabbítási opciót tartalmazó szerződést aláírva.

#### Sepsi OSK
2024. január 22-én két és fél évre szóló szerződést írt alá a Sepsi OSK csapatával. Öt nappal később debütált az UTA Arad elleni bajnoki mérkőzésen, csereként váltotta Varga Rolandot a félidőben. 2024 szeptemberében a Sepsi felbontotta a szerződését.

#### Ankaragücü
2024. szeptember 9-én aláírt a török másodosztályban szereplő Ankaragücü csapatához.

### A válogatottban
2018 májusában Georges Leekens szövetségi kapitány meghívta őt a magyar válogatott júniusi Fehéroroszország és Ausztrália elleni mérkőzéseire készülő keretébe. A magyar válogatottban az utóbbi mérkőzésen debütált. 2020. november 18-án a Törökország elleni Nemzetek Ligája-mérkőzésen a saját térfeléről egy kipattanó labdával elindult az ellenfél kapuja felé és 16 méterről a jobb alsó sarokba lőtte a labdát, ezzel megszerezte első gólját a válogatottban és így biztossá tette a győzelmet. 2021. június 1-jén Marco Rossi szövetségi kapitány nevezte őt a magyar válogatott Európa-bajnokságra készülő 26 fős keretébe. A kontinenstornán két csoportmérkőzésen is csereként lépett pályára, összesen tíz percet töltött a pályán.

## Magánélet
2022. július 25-én nősült, felesége Karádi Nóra. 

## Statisztika

### Klubcsapatokban
2025. február 2-án frissítve.
| Klub                       | Szezon         | Bajnokság | Bajnokság | Kupa  | Kupa  | Ligakupa | Ligakupa | Nemzetközi | Nemzetközi | Összesen | Összesen |
| Klub                       | Szezon         | Mérk.     | Gólok     | Mérk. | Gólok | Mérk.    | Gólok    | Mérk.      | Gólok      | Mérk.    | Gólok    |
| -------------------------- | -------------- | --------- | --------- | ----- | ----- | -------- | -------- | ---------- | ---------- | -------- | -------- |
| Debreceni VSC II           | 2013–14        | 1         | 0         | —     | —     | —        | —        | —          | —          | 1        | 0        |
| Debreceni VSC II           | 2014–15        | 18        | 3         | —     | —     | —        | —        | —          | —          | 18       | 3        |
| Debreceni VSC II           | Összesen       | 19        | 3         | —     | —     | —        | —        | —          | —          | 19       | 3        |
| Balmazújváros (kölcsönben) | 2015–16        | 12        | 3         | —     | —     | —        | —        | —          | —          | 12       | 3        |
| Balmazújváros (kölcsönben) | 2016–17        | 6         | 0         | 1     | 0     | —        | —        | —          | —          | 7        | 0        |
| Balmazújváros (kölcsönben) | Összesen       | 18        | 3         | 1     | 0     | —        | —        | —          | —          | 19       | 3        |
| Cigánd (kölcsönben)        | 2016–17        | 10        | 0         | —     | —     | —        | —        | —          | —          | 10       | 0        |
| Debreceni VSC              | 2014–15        | —         | —         | 1     | 0     | 4        | 1        | —          | —          | 5        | 1        |
| Debreceni VSC              | 2017–18        | 27        | 3         | 6     | 0     | —        | —        | —          | —          | 33       | 3        |
| Debreceni VSC              | 2018–19        | 32        | 3         | 7     | 0     | —        | —        | —          | —          | 39       | 3        |
| Debreceni VSC              | 2019–20        | 29        | 4         | 3     | 0     | —        | —        | 4          | 2          | 36       | 6        |
| Debreceni VSC              | 2020–21        | 5         | 0         | —     | —     | —        | —        | —          | —          | 5        | 0        |
| Debreceni VSC              | Összesen       | 93        | 10        | 17    | 0     | 4        | 1        | 4          | 2          | 118      | 13       |
| Kasımpaşa                  | 2020–21        | 37        | 4         | 2     | 0     | —        | —        | —          | —          | 39       | 4        |
| Kasımpaşa                  | 2021–22        | 14        | 1         | 2     | 1     | —        | —        | —          | —          | 16       | 2        |
| Kasımpaşa                  | Összesen       | 51        | 5         | 4     | 1     | —        | —        | —          | —          | 55       | 6        |
| Young Boys (kölcsönben)    | 2021–22        | 6         | 0         | —     | —     | —        | —        | —          | —          | 6        | 0        |
| Hatayspor                  | 2022–23        | 11        | 0         | —     | —     | —        | —        | —          | —          | 11       | 0        |
| Debreceni VSC              | 2022–23        | 12        | 2         | 1     | 0     | —        | —        | —          | —          | 13       | 2        |
| Apóllon Lemeszú            | 2023–24        | 9         | 0         | 1     | 0     | —        | —        | —          | —          | 10       | 0        |
| Sepsi OSK                  | 2023–24        | 18        | 1         | —     | —     | —        | —        | —          | —          | 18       | 1        |
| Sepsi OSK                  | 2024–25        | 6         | 1         | —     | —     | –        | –        | —          | —          | 6        | 1        |
| Sepsi OSK                  | Összesen       | 24        | 2         | —     | —     | —        | —        | —          | —          | 24       | 2        |
| Ankaragücü                 | 2024–25        | 18        | 1         | 3     | 2     | —        | —        | —          | —          | 21       | 3        |
| Nyíregyháza Spartacus      | 2025–26        | 0         | 0         | 0     | 0     | —        | —        | —          | —          | 0        | 0        |
| Karrier összes             | Karrier összes | 271       | 26        | 27    | 3     | 4        | 1        | 4          | 2          | 306      | 32       |

### A válogatottban
| Magyarország | Magyarország | Magyarország |
| Év           | Mérk.        | Gólok        |
| ------------ | ------------ | ------------ |
| 2018         | 1            | 0            |
| 2019         | –            | –            |
| 2020         | 2            | 1            |
| 2021         | 10           | 0            |
| Összesen     | 13           | 1            |

### Mérkőzései a válogatottban
| Magyarország | Magyarország        | Magyarország                      | Magyarország  | Magyarország | Magyarország  | Magyarország    | Magyarország | Magyarország |
| #            | Dátum               | Helyszín                          | Hazai         | Eredmény     | Vendég        | Kiírás          | Gólok        | Esemény      |
| ------------ | ------------------- | --------------------------------- | ------------- | ------------ | ------------- | --------------- | ------------ | ------------ |
| 1.           | 2018. június 9.     | Budapest, Groupama Aréna          | Magyarország  | 1 – 2        | Ausztrália    | barátságos      | -            | 84'          |
| 2.           | 2020. október 14.   | Moszkva, VTB Aréna                | Oroszország   | 0 – 0        | Magyarország  | Nemzetek Ligája | -            | 61'          |
| 3.           | 2020. november 18.  | Budapest, Puskás Aréna            | Magyarország  | 2 – 0        | Törökország   | Nemzetek Ligája | 1            | 46' 90+5'    |
| 4.           | 2021. március 25.   | Budapest, Puskás Aréna            | Magyarország  | 3 – 3        | Lengyelország | vb-selejtező    | -            | 72'          |
| 5.           | 2021. március 28.   | Serravalle, Stadio Olimpico       | San Marino    | 0 – 3        | Magyarország  | vb-selejtező    | -            | 72'          |
| 6.           | 2021. március 31.   | Andorra la Vella, Estadi Nacional | Andorra       | 1 – 4        | Magyarország  | vb-selejtező    | -            | 83'          |
| 7.           | 2021. június 4.     | Budapest, Szusza Ferenc Stadion   | Magyarország  | 1 – 0        | Ciprus        | barátságos      | -            |              |
| 8.           | 2021. június 8.     | Budapest, Szusza Ferenc Stadion   | Magyarország  | 0 – 0        | Írország      | barátságos      | -            | 46'          |
| 9.           | 2021. június 15.    | Budapest, Puskás Aréna            | Magyarország  | 0 – 3        | Portugália    | Eb-csoportkör   | -            | 88'          |
| 10.          | 2021. június 23.    | München, Allianz Arena            | Németország   | 2 – 2        | Magyarország  | Eb-csoportkör   | -            | 82'          |
| 11.          | 2021. szeptember 2. | Budapest, Puskás Aréna            | Magyarország  | 0 – 4        | Anglia        | vb-selejtező    | -            | 70'          |
| 12.          | 2021. november 12.  | Budapest, Puskás Aréna            | Magyarország  | 4 – 0        | San Marino    | vb-selejtező    | -            | 57'          |
| 13.          | 2021. november 15.  | Varsó, Nemzeti Stadion            | Lengyelország | 1 – 2        | Magyarország  | vb-selejtező    | -            | 58'          |
|              | Összesen            |                                   |               | 13           | mérkőzés      |                 | 1            | gól          |

## Sikerei, díjai

### Klubcsapatokban
Young Boys
 Svájci labdarúgó-bajnokság bronzérmes: 2021–22
Egyéni elismerés
- MLSZ Rangadó Díj: Az év NB I-es fiatal játékosa: 2017–18[42]